# Pango Green Bird FC
A Pango Green Bird FC egy vanuatui labdarúgócsapat, melyet egy baráti társaság hozott létre Port Vilában.

## Története
A csapat megalakulása után barátságos mérkőzéseket játszott a városban fellelhető egyéb klubokkal. 1984-ben megnyerték a szigetek első, nem hivatalos bajnokságát.

## Sikerlista
- 1-szeres vanuatui bajnok: 1984[1]

## Fordítás
- Ez a szócikk részben vagy egészben  a   Pango Green Bird F.C. című angol Wikipédia-szócikk fordításán alapul.  Az eredeti cikk szerkesztőit annak laptörténete sorolja fel. Ez a jelzés csupán a megfogalmazás eredetét és a szerzői jogokat jelzi, nem szolgál a cikkben szereplő információk forrásmegjelöléseként.